# منشأة بلبع
قرية منشاة بلبع هي إحدى القرى التابعة لمركز كفر الدوار في محافظة البحيرة في جمهورية مصر العربية. حسب إحصاءات سنة 2006، بلغ إجمالي السكان في منشاة بلبع 17365 نسمة، منهم 8738 رجل و8627 امرأة.